# Чабер
Ча́бер (иначе чабёр) (лат. Satureja) — род растений семейства Яснотковые (Lamiaceae); однолетние растения, полукустарники или кустарники.
Представители рода распространены преимущественно в странах Средиземноморья и Азии.

## Ботаническое описание
Листья цельнокрайные или почти цельнокрайные, короткочерешковые.
Цветки длиной 4—9 мм или 10—15 мм, голубовато-белые, светло-лиловые или розоватые, собраны в 3—7-цветковые мутовки в пазухах листьев. Чашечка колокольчатая, двугубая или почти правильная, пятизубчатая. Венчик двугубый; тычинок четыре; пыльники двугнёздные, разделённые не очень широким связником; рыльце с расходящимися лопастями.
Плоды — орешки, от округлых до яйцевидных, тупые.

## Агротехника выращивания
Чабер культивируют как садовое растение. Он относительно неприхотлив к температурному режиму и почвам, но на плодородных почвах заметно улучшается аромат и урожайность. Культивируют как однолетнее растение, уход за растением заключается в прополке. В условиях Московской области сеют в грунт в конце апреля, урожай собирают в начале цветения, затем сушат в тени.

## Значение и применение

### В кулинарии
Древние римляне соус из чабера с уксусом подавали к рыбным и мясным блюдам. Позднее в Европе чабер добавляли как наполнение в рулеты из телятины и индейки, в соусы для рыбы и других блюд, в колбасу и пироги со свининой.
В Болгарии это растение (болг. чубрица) является популярной приправой для блюд из овощей, мяса и рыбы, входит в рецептуру болгарского кетчупа. С давних времён применяется как приправа в молдавской кухне, где носит название чимбру. Активно используется в абхазской, армянской, грузинской и узбекской кухне, где соответственно носит названия ацыбра, цитрон, кондари и жамбил. Во многих национальных кухнях широко применяется для засолки и маринования овощей.

### В медицине
С древних времён чабер использовался как лекарственное растение. Во многих странах чабер садовый признан официальным лекарственным растением, например во Франции и Германии, где используется как антибактериальное и антигельминтное средство. В народной медицине используется при тахикардии, головокружении, головной боли, заболеваниях органов желудочно-кишечного тракта, цистите, метеоризме, рините, острых респираторных инфекциях. Водный экстракт обладает инсектицидной активностью. Эфирное масло приносит пользу при заболеваниях желудка. Карвакрол, извлекаемый из чабера имеет антифунгальную (противогрибковую) активность.
Эфирное масло чабера применяется в ароматерапии.
Согласно научным исследованиям, масло чабера проявляет активные антиоксидантные свойства, повышает концентрацию полезных полиненасыщенных жирных кислот в мозге и уменьшает риск развития онкологических заболеваний у животных.

## Классификация

### Таксономия
Род Чабер входит в семейство Яснотковые (Lamiaceae) порядка Ясноткоцветные (Lamiales).
|  |                                      |  |                                                             |                                                             |                      |  | ещё 21 семейство (согласно Системе APG II) |                     |                     |             |
|  |                                      |  |                                                             |                                                             |                      |  |                                            |                     |                     | 30—40 видов |
|  |                                      |  |                                                             | порядок Ясноткоцветные                                      |                      |  |                                            |                     | род Чабер           |             |
|  |                                      |  |                                                             | порядок Ясноткоцветные                                      |                      |  |                                            |                     | род Чабер           |             |
|  | отдел Цветковые, или Покрытосеменные |  |                                                             |                                                             | семейство Яснотковые |  |                                            |                     |                     |             |
|  | отдел Цветковые, или Покрытосеменные |  |                                                             |                                                             |                      |  |                                            |                     |                     |             |
|  |                                      |  | ещё 44 порядка цветковых растений (согласно Системе APG II) | ещё 44 порядка цветковых растений (согласно Системе APG II) |                      |  |                                            | ещё около 210 родов | ещё около 210 родов |             |
|  |                                      |  |                                                             | ещё 44 порядка цветковых растений (согласно Системе APG II) |                      |  |                                            |                     | ещё около 210 родов |             |

### Виды
Род насчитывает от 30 до 52 видов:
| - Satureja atropatana Bunge - Satureja boissieri Hausskn. ex Boiss. - Satureja boliviana (Benth.) Briq. - Satureja brevicalix Epling - Satureja brownei (Sw.) Briq. - Satureja coerulea Janka - Satureja cuneifolia Ten. — Чабер клинолистный - Satureja edmondi Briq. - Satureja hortensis L. — Чабер садовый, или Чабер душистый - Satureja icarica P.H.Davis - Satureja intricata Lange - Satureja isophylla Rech.f. - Satureja kitaibelii Wierzb. exHeuff. (s. d.) - Satureja laxiflora K.Koch — Чабер рыхлоцветковый | - Satureja macrostema (Moc. & Sesse ex Benth.) Briq. - Satureja mimuloides (Benth.) Briq. - Satureja montana L. — Чабер горный - Satureja mutica Fisch. & C.A.Mey. — Чабер тупоконечный - Satureja obovata Lag. - Satureja pseudosimensis Brenan - Satureja rotundifolia Briq. - Satureja rumelica Velen. - Satureja spicigera (K.Koch) Boiss. — Чабер колосоносный - Satureja subspicata Bartl. ex Vis. — Чабер полуколосовидный - Satureja taurica Velen. — Чабер крымский - Satureja thymbra L. - Satureja visianii Silic |

#### Перенесены из родаSatureja
| - Satureja douglasii (Benth.) Briq. — Чабер Дугласа. Перенесён в Micromeria douglasii |